# Vermispora
Vermispora is een geslacht van schimmels in de onderstam Pezizomycotina. De typesoort is Vermispora grandispora.

## Soorten
Volgens Index Fungorum telt het drie soorten (peildatum april 2023):
| Soortnaam              | Auteur(s)              | Publicatiejaar |
| ---------------------- | ---------------------- | -------------- |
| Vermispora cauveriana  | Rajash., Bhat & Kaver. | 1991           |
| Vermispora grandispora | Deighton & Piroz.      | 1972           |
| Vermispora obclavata   | V. Rao & de Hoog       | 1986           |